# Hot Dog (canción)
«Hot Dog» es una canción de la banda de Rock británica Led Zeppelin, de su álbum de 1979 In Through The Out Door. Ésta es la única canción del álbum que no fue coescrita por el bajista y teclista John Paul Jones.
Esta canción está fuertemente influenciada por el Rockabilly nacido en Estados Unidos en la década de 1950. La letra hace un pequeño homenaje al estado de Texas, ya que el hombre busca a su chica en ese estado. Además la letra también hace referencia al nombre del disco, justo en la línea "Ella tomó mi corazón y se fue por la puerta de salida".
Al escuchar atentamente el inicio de la canción se puede oír a Jimmy Page contando hasta cuatro junto con un ligero zumbido electrónico. Para esta ocasión, Page utiliza una guitarra Fender Telecaster equipada con un dispositivo B-Bender.
Hot Dog fue interpretada en vivo por Led Zeppelin en los dos conciertos de Knebworth en 1979 y por toda la gira Europea en 1980.